# Llista de medallistes olímpics d'esquí alpí
Aquesta és una llista dels medallistes olímpics d'esquí alpí en categoria femenina:

## Medallistes femenines
En categoria femenina s'han produït aquests resultats.

### Descens
| Edició                         | Or                    | Argent             | Bronze             |
| St. Moritz 1948 detalls        | Hedy Schlunegger      | Trude Beiser       | Resi Hammerer      |
| Oslo 1952 detalls              | Trude Jochum-Beiser   | Annemarie Buchner  | Giuliana Minuzzo   |
| Cortina d'Ampezzo 1956 detalls | Madeleine Berthod     | Frieda Dänzer      | Lucille Wheeler    |
| Squaw Valley 1960 detalls      | Heidi Biebl           | Penelope Pitou     | Traudl Hecher      |
| Innsbruck 1964 detalls         | Christl Haas          | Edith Zimmermann   | Traudl Hecher      |
| Grenoble 1968 detalls          | Olga Pall             | Isabelle Mir       | Christl Haas       |
| Sapporo 1972 detalls           | Marie-Theres Nadig    | Annemarie Pröll    | Susan Corrock      |
| Innsbruck 1976 detalls         | Rosi Mittermaier      | Brigitte Totschnig | Cindy Nelson       |
| Lake Placid 1980 detalls       | Annemarie Moser-Pröll | Hanni Wenzel       | Marie-Theres Nadig |
| Sarajevo 1984 detalls          | Michela Figini        | Maria Walliser     | Olga Charvátová    |
| Calgary 1988 detalls           | Marina Kiehl          | Brigitte Oertli    | Karen Percy        |
| Albertville 1992 detalls       | Kerrin Lee-Gartner    | Hilary Lindh       | Veronika Wallinger |
| Lillehammer 1994 detalls       | Katja Seizinger       | Picabo Street      | Isolde Kostner     |
| Nagano 1998 detalls            | Katja Seizinger       | Pernilla Wiberg    | Florence Masnada   |
| Salt Lake City 2002 detalls    | Carole Montillet      | Isolde Kostner     | Renate Götschl     |
| Torí 2006 detalls              | Michaela Dorfmeister  | Martina Schild     | Anja Pärson        |
| Vancouver 2010 detalls         | Lindsey Vonn          | Julia Mancuso      | Elisabeth Görgl    |
| Sotxi 2014 detalls             | Dominique Gisin       | no es concedí      | Lara Gut           |
| Sotxi 2014 detalls             | Tina Maze             | no es concedí      | Lara Gut           |
| Pyeongchang 2018 detalls       | Sofia Goggia          | Ragnhild Mowinckel | Lindsey Vonn       |
| Pequin 2022 detalls            | Corinne Suter         | Sofia Goggia       | Nadia Delago       |

### Eslàlom
| Edició                         | Or                   | Argent                | Bronze                 |
| St. Moritz 1948 detalls        | Gretchen Fraser      | Antoinette Meyer      | Erika Mahringer        |
| Oslo 1952 detalls              | Andrea Mead-Lawrence | Ossi Reichert         | Annemarie Buchner      |
| Cortina d'Ampezzo 1956 detalls | Renée Colliard       | Regina Schöpf         | Ievguénia Sídorova     |
| Squaw Valley 1960 detalls      | Anne Heggtveit       | Betsy Snite           | Barbara Henneberger    |
| Innsbruck 1964 detalls         | Christine Goitschel  | Marielle Goitschel    | Jean Saubert           |
| Grenoble 1968 detalls          | Marielle Goitschel   | Nancy Greene          | Annie Famose           |
| Sapporo 1972 detalls           | Barbara Cochran      | Danièle Debernard     | Florence Steurer       |
| Innsbruck 1976 detalls         | Rosi Mittermaier     | Claudia Giordani      | Hanni Wenzel           |
| Lake Placid 1980 detalls       | Hanni Wenzel         | Christa Kinshofer     | Erika Hess             |
| Sarajevo 1984 detalls          | Paoletta Magoni      | Perrine Pelen         | Ursula Konzett         |
| Calgary 1988 detalls           | Vreni Schneider      | Mateja Svet           | Christa Kinshofer      |
| Albertville 1992 detalls       | Petra Kronberger     | Annelise Coberger     | Blanca Fernández Ochoa |
| Lillehammer 1994 detalls       | Vreni Schneider      | Elfi Eder             | Katja Koren            |
| Nagano 1998 detalls            | Hilde Gerg           | Deborah Compagnoni    | Zali Steggall          |
| Salt Lake City 2002 detalls    | Janica Kostelić      | Laure Péquegnot       | Anja Pärson            |
| Torí 2006 detalls              | Anja Pärson          | Nicole Hosp           | Marlies Schild         |
| Vancouver 2010 detalls         | Maria Riesch         | Marlies Schild        | Šárka Záhrobská        |
| Sotxi 2014 detalls             | Mikaela Shiffrin     | Marlies Schild        | Kathrin Zettel         |
| Pyeongchang 2018 detalls       | Frida Hansdotter     | Wendy Holdener        | Katharina Gallhuber    |
| Pequin 2022 detalls            | Petra Vlhová         | Katharina Liensberger | Wendy Holdener         |

### Eslàlom gegant
| Edició                         | Or                   | Argent                | Bronze              |
| Oslo 1952 detalls              | Andrea Mead-Lawrence | Dagmar Rom            | Annemarie Buchner   |
| Cortina d'Ampezzo 1956 detalls | Ossi Reichert        | Putzi Frandl          | Thea Hochleitner    |
| Squaw Valley 1960 detalls      | Yvonne Rüegg         | Penelope Pitou        | Giuliana Minuzzo    |
| Innsbruck 1964 detalls         | Marielle Goitschel   | Christine Goitschel   | No es concedí       |
| Innsbruck 1964 detalls         | Marielle Goitschel   | Jean Saubert          | No es concedí       |
| Grenoble 1968 detalls          | Nancy Greene         | Annie Famose          | Fernande Bochatay   |
| Sapporo 1972 detalls           | Marie-Theres Nadig   | Annemarie Pröll       | Wiltrud Drexel      |
| Innsbruck 1976 detalls         | Kathy Kreiner        | Rosi Mittermaier      | Danièle Debernard   |
| Lake Placid 1980 detalls       | Hanni Wenzel         | Irene Epple           | Perrine Pelen       |
| Sarajevo 1984 detalls          | Debbie Armstrong     | Christin Cooper       | Perrine Pelen       |
| Calgary 1988 detalls           | Vreni Schneider      | Christa Kinshofer     | Maria Walliser      |
| Albertville 1992 detalls       | Pernilla Wiberg      | Diann Roffe           | No es concedí       |
| Albertville 1992 detalls       | Pernilla Wiberg      | Anita Wachter         | No es concedí       |
| Lillehammer 1994 detalls       | Deborah Compagnoni   | Martina Ertl          | Vreni Schneider     |
| Nagano 1998 detalls            | Deborah Compagnoni   | Alexandra Meissnitzer | Katja Seizinger     |
| Salt Lake City 2002 detalls    | Janica Kostelić      | Anja Pärson           | Sonja Nef           |
| Torí 2006 detalls              | Julia Mancuso        | Tanja Poutiainen      | Anna Ottosson       |
| Vancouver 2010 detalls         | Viktoria Rebensburg  | Tina Maze             | Elisabeth Goergl    |
| Sotxi 2014 detalls             | Tina Maze            | Anna Fenninger        | Viktoria Rebensburg |
| Pyeongchang 2018 detalls       | Mikaela Shiffrin     | Ragnhild Mowinckel    | Federica Brignone   |
| Pequin 2022 detalls            | Sara Hector          | Federica Brignone     | Lara Gut-Behrami    |

### Super gegant
| Edició                      | Or                   | Argent               | Bronze                |
| Calgary 1988 detalls        | Sigrid Wolf          | Michela Figini       | Karen Percy           |
| Albertville 1992 detalls    | Deborah Compagnoni   | Carole Merle         | Katja Seizinger       |
| Lillehammer 1994 detalls    | Diann Roffe          | Svetlana Gladysheva  | Isolde Kostner        |
| Nagano 1998 detalls         | Picabo Street        | Michaela Dorfmeister | Alexandra Meissnitzer |
| Salt Lake City 2002 detalls | Daniela Ceccarelli   | Janica Kostelić      | Karen Putzer          |
| Torí 2006 detalls           | Michaela Dorfmeister | Janica Kostelić      | Alexandra Meissnitzer |
| Vancouver 2010 detalls      | Andrea Fischbacher   | Tina Maze            | Lindsey Vonn          |
| Sotxi 2014 detalls          | Anna Fenninger       | Maria Höfl-Riesch    | Nicole Hosp           |
| Pyeongchang 2018 detalls    | Ester Ledecká        | Anna Veith           | Tina Weirather        |
| Pequin 2022 detalls         | Lara Gut-Behrami     | Mirjam Puchner       | Michelle Gisin        |

### Combinada
| Edició                              | Or                                    | Argent                                | Bronze                                |
| Garmisch-Partenkirchen 1936 detalls | Christl Cranz                         | Käthe Grasegger                       | Laila Schou Nilsen                    |
| St. Moritz 1948 detalls             | Trude Beiser                          | Gretchen Fraser                       | Erika Mahringer                       |
| 1952–1984                           | No fou inclòs en el programa olímpics | No fou inclòs en el programa olímpics | No fou inclòs en el programa olímpics |
| Calgary 1988 detalls                | Anita Wachter                         | Brigitte Oertli                       | Maria Walliser                        |
| Albertville 1992 detalls            | Petra Kronberger                      | Anita Wachter                         | Florence Masnada                      |
| Lillehammer 1994 detalls            | Pernilla Wiberg                       | Vreni Schneider                       | Alenka Dovžan                         |
| Nagano 1998 detalls                 | Katja Seizinger                       | Martina Ertl                          | Hilde Gerg                            |
| Salt Lake City 2002 detalls         | Janica Kostelić                       | Renate Götschl                        | Martina Ertl                          |
| Torí 2006 detalls                   | Janica Kostelić                       | Marlies Schild                        | Anja Pärson                           |
| Vancouver 2010 detalls              | Maria Riesch                          | Julia Mancuso                         | Anja Pärson                           |
| Sotxi 2014 detalls                  | Maria Höfl-Riesch                     | Nicole Hosp                           | Julia Mancuso                         |
| Pyeongchang 2018 detalls            | Michelle Gisin                        | Mikaela Shiffrin                      | Wendy Holdener                        |
| Pequin 2022 detalls                 | Michelle Gisin                        | Wendy Holdener                        | Federica Brignone                     |

## Medallistes masculins
En categoria masculina s'han produït aquests resultats.

### Descens
| Edició                         | Or                 | Argent              | Bronze               |
| St. Moritz 1948 detalls        | Henri Oreiller     | Franz Gabl          | Karl Molitor         |
| St. Moritz 1948 detalls        | Henri Oreiller     | Franz Gabl          | Rolf Olinger         |
| Oslo 1952 detalls              | Zeno Colò          | Othmar Schneider    | Christian Pravda     |
| Cortina d'Ampezzo 1956 detalls | Toni Sailer        | Raymond Fellay      | Anderl Molterer      |
| Squaw Valley 1960 detalls      | Jean Vuarnet       | Hans-Peter Lanig    | Guy Périllat         |
| Innsbruck 1964 detalls         | Egon Zimmermann    | Léo Lacroix         | Wolfgang Bartels     |
| Grenoble 1968 detalls          | Jean-Claude Killy  | Guy Périllat        | Jean-Daniel Dätwyler |
| Sapporo 1972 detalls           | Bernhard Russi     | Roland Collombin    | Heinrich Messner     |
| Innsbruck 1976 detalls         | Franz Klammer      | Bernhard Russi      | Herbert Plank        |
| Lake Placid 1980 detalls       | Leonhard Stock     | Peter Wirnsberger   | Steve Podborski      |
| Sarajevo 1984 detalls          | Bill Johnson       | Peter Müller        | Anton Steiner        |
| Calgary 1988 detalls           | Pirmin Zurbriggen  | Peter Müller        | Franck Piccard       |
| Albertville 1992 detalls       | Patrick Ortlieb    | Franck Piccard      | Günther Mader        |
| Lillehammer 1994 detalls       | Tommy Moe          | Kjetil André Aamodt | Ed Podivinsky        |
| Nagano 1998 detalls            | Jean-Luc Crétier   | Lasse Kjus          | Hannes Trinkl        |
| Salt Lake City 2002 detalls    | Fritz Strobl       | Lasse Kjus          | Stephan Eberharter   |
| Torí 2006 detalls              | Antoine Dénériaz   | Michael Walchhofer  | Bruno Kernen         |
| Vancouver 2010 detalls         | Didier Defago      | Aksel Lund Svindal  | Bode Miller          |
| Sotxi 2014 detalls             | Matthias Mayer     | Christof Innerhofer | Kjetil Jansrud       |
| Pyeongchang 2018 detalls       | Aksel Lund Svindal | Kjetil Jansrud      | Beat Feuz            |
| Pequin 2022 detalls            | Beat Feuz          | Johan Clarey        | Matthias Mayer       |

### Eslàlom
| Edició                         | Or                        | Argent                | Bronze                 |
| St. Moritz 1948 detalls        | Edy Reinalter             | James Couttet         | Henri Oreiller         |
| Oslo 1952 detalls              | Othmar Schneider          | Stein Eriksen         | Guttorm Berge          |
| Cortina d'Ampezzo 1956 detalls | Toni Sailer               | Chiharu Igaya         | Stig Sollander         |
| Squaw Valley 1960 detalls      | Ernst Hinterseer          | Matthias Leitner      | Charles Bozon          |
| Innsbruck 1964 detalls         | Josef Stiegler            | Billy Kidd            | James Heuga            |
| Grenoble 1968 detalls          | Jean-Claude Killy         | Herbert Huber         | Alfred Matt            |
| Sapporo 1972 detalls           | Francisco Fernández Ochoa | Gustav Thöni          | Roland Thöni           |
| Innsbruck 1976 detalls         | Piero Gros                | Gustav Thöni          | Willi Frommelt         |
| Lake Placid 1980 detalls       | Ingemar Stenmark          | Phil Mahre            | Jacques Lüthy          |
| Sarajevo 1984 detalls          | Phil Mahre                | Steve Mahre           | Didier Bouvet          |
| Calgary 1988 detalls           | Alberto Tomba             | Frank Wörndl          | Paul Frommelt          |
| Albertville 1992 detalls       | Finn Christian Jagge      | Alberto Tomba         | Michael Tritscher      |
| Lillehammer 1994 detalls       | Thomas Stangassinger      | Alberto Tomba         | Jure Košir             |
| Nagano 1998 detalls            | Hans Petter Buraas        | Ole Kristian Furuseth | Thomas Sykora          |
| Salt Lake City 2002 detalls    | Jean-Pierre Vidal         | Sébastien Amiez       | Benjamin Raich         |
| Torí 2006 detalls              | Benjamin Raich            | Reinfried Herbst      | Rainer Schönfelder     |
| Vancouver 2010 detalls         | Giuliano Razzoli          | Ivica Kostelić        | André Myhrer           |
| Sotxi 2014 detalls             | Mario Matt                | Marcel Hirscher       | Henrik Kristoffersen   |
| Pyeongchang 2018 detalls       | André Myhrer              | Ramon Zenhäusern      | Michael Matt           |
| Pequin 2022 detalls            | Clément Noël              | Johannes Strolz       | Sebastian Foss-Solevåg |

### Eslàlom Gegant
| Edició                         | Or                 | Argent               | Bronze               |
| Oslo 1952 detalls              | Stein Eriksen      | Christian Pravda     | Toni Spiess          |
| Cortina d'Ampezzo 1956 detalls | Toni Sailer        | Anderl Molterer      | Walter Schuster      |
| Squaw Valley 1960 detalls      | Roger Staub        | Josef Stiegler       | Ernst Hinterseer     |
| Innsbruck 1964 detalls         | François Bonlieu   | Karl Schranz         | Josef Stiegler       |
| Grenoble 1968 detalls          | Jean-Claude Killy  | Willy Favre          | Heini Messner        |
| Sapporo 1972 detalls           | Gustav Thöni       | Edmund Bruggmann     | Werner Mattle        |
| Innsbruck 1976 detalls         | Heini Hemmi        | Ernst Good           | Ingemar Stenmark     |
| Lake Placid 1980 detalls       | Ingemar Stenmark   | Andreas Wenzel       | Hans Enn             |
| Sarajevo 1984 detalls          | Max Julen          | Jure Franko          | Andreas Wenzel       |
| Calgary 1988 detalls           | Alberto Tomba      | Hubert Strolz        | Pirmin Zurbriggen    |
| Albertville 1992 detalls       | Alberto Tomba      | Marc Girardelli      | Kjetil André Aamodt  |
| Lillehammer 1994 detalls       | Markus Wasmeier    | Urs Kälin            | Christian Mayer      |
| Nagano 1998 detalls            | Hermann Maier      | Stephan Eberharter   | Michael von Grünigen |
| 2002 Salt Lake City detalls    | Stephan Eberharter | Bode Miller          | Lasse Kjus           |
| Torí 2006 detalls              | Benjamin Raich     | Joël Chenal          | Hermann Maier        |
| Vancouver 2010 detalls         | Carlo Janka        | Kjetil Jansrud       | Aksel Lund Svindal   |
| Sotxi 2014 detalls             | Ted Ligety         | Steve Missillier     | Alexis Pinturault    |
| Pyeongchang 2018 detalls       | Marcel Hirscher    | Henrik Kristoffersen | Alexis Pinturault    |
| Pequin 2022 detalls            | Marco Odermatt     | Žan Kranjec          | Mathieu Faivre       |

### Super Gegant
| Edició                      | Or                  | Argent              | Bronze                  |
| Calgary 1988 detalls        | Franck Piccard      | Helmut Mayer        | Lars-Börje Eriksson     |
| Albertville 1992 detalls    | Kjetil André Aamodt | Marc Girardelli     | Jan Einar Thorsen       |
| Lillehammer 1994 detalls    | Markus Wasmeier     | Tommy Moe           | Kjetil André Aamodt     |
| Nagano 1998 detalls         | Hermann Maier       | Didier Cuche        | No es concedí           |
| Nagano 1998 detalls         | Hermann Maier       | Hans Knauß          | No es concedí           |
| Salt Lake City 2002 detalls | Kjetil André Aamodt | Stephan Eberharter  | Andreas Schifferer      |
| Torí 2006 detalls           | Kjetil André Aamodt | Hermann Maier       | Ambrosi Hoffmann        |
| Vancouver 2010 detalls      | Aksel Lund Svindal  | Bode Miller         | Andrew Weibrecht        |
| Sotxi 2014 detalls          | Kjetil Jansrud      | Andrew Weibrecht    | Jan Hudec               |
| Sotxi 2014 detalls          | Kjetil Jansrud      | Andrew Weibrecht    | Bode Miller             |
| Pyeongchang 2018 detalls    | Matthias Mayer      | Beat Feuz           | Kjetil Jansrud          |
| Pequin 2022 detalls         | Matthias Mayer      | Ryan Cochran-Siegle | Aleksander Aamodt Kilde |

### Combinada
| Edició                              | Or                                   | Argent                               | Bronze                               |
| Garmisch-Partenkirchen 1936 detalls | Franz Pfnür                          | Gustav Lantschner                    | Émile Allais                         |
| St. Moritz 1948 detalls             | Henri Oreiller                       | Karl Molitor                         | James Couttet                        |
| 1952–1984                           | No fou inclòs en el programa olímpic | No fou inclòs en el programa olímpic | No fou inclòs en el programa olímpic |
| Calgary 1988 detalls                | Hubert Strolz                        | Bernhard Gstrein                     | Paul Accola                          |
| Albertville 1992 detalls            | Josef Polig                          | Gianfranco Martin                    | Steve Locher                         |
| Lillehammer 1994 detalls            | Lasse Kjus                           | Kjetil André Aamodt                  | Harald Strand Nilsen                 |
| Nagano 1998 detalls                 | Mario Reiter                         | Lasse Kjus                           | Christian Mayer                      |
| Salt Lake City 2002 detalls         | Kjetil André Aamodt                  | Bode Miller                          | Benjamin Raich                       |
| Torí 2006 detalls                   | Ted Ligety                           | Ivica Kostelić                       | Rainer Schönfelder                   |
| Vancouver 2010 detalls              | Bode Miller                          | Ivica Kostelić                       | Silvan Zurbriggen                    |
| Sotxi 2014 detalls                  | Sandro Viletta                       | Ivica Kostelić                       | Christof Innerhofer                  |
| Pyeongchang 2018 detalls            | Marcel Hirscher                      | Alexis Pinturault                    | Victor Muffat Jeandet                |
| Pequin 2022 detalls                 | Johannes Strolz                      | Aleksander Aamodt Kilde              | James Crawford                       |